# Amina Lamrini
Amina Lemrini El Ouahabi, née le 14 septembre 1952 à Nador est une militante marocaine des droits humains dont les droits des femmes, et présidente de la Haute Autorité de la communication audiovisuelle du Maroc de 2012 à 2018.

## Biographie

### Formation et vie professionnelle
Après un baccalauréat en 1970 et une licence en 1975, elle passe une année à l’École normale supérieure (ENS), puis devient elle devient enseignante et exerce successivement à Casablanca, puis pendant dix ans à Souk Sebt Oulad Ennema, dans la région de Béni Mellal, et enfin à Salé. Par la suite, elle prépare le concours d’entrée au Centre de formation des inspecteurs de l'enseignement secondaire, et sort major de sa promotion. Elle exerce en tant qu’inspectrice principale de l’Éducation nationale à Mohammedia  pendant une année, puis à Skhirat-Temara de 1988 à 1990, et enfin à Salé, de 1990 à 2012. 
En 2007, elle soutient une thèse de doctorat sur le sujet : « L’estime de soi et le respect de l’autre, proposition d’un modèle didactique pour l’éducation aux droits de l’Homme ».
En 2012, elle est nommée présidente de la Haute Autorité de la communication audiovisuelle du Maroc, qui au même moment change de statut afin de garantir son ouverture à la pluralité et devient institution constitutionnelle sous le nom de Conseil supérieur de la communication audiovisuelle.
Elle quitte son poste en 2018, remplacée par Latifa Akherbach.

### Engagement politique
Amina Lemrini Elouahabi s'engage alors qu'elle est lycéenne au Parti de la libération et du socialisme (devenu le PPS). Lors de ses études supérieures, elle adhère à l’Union nationale des étudiants du Maroc et fait également partie du comité de Rabat de la « Jeunesse ouvrière marocaine » (JOM), affiliée à l’Union marocaine du travail. Elle devient membre du Comité central du PPS lors de son deuxième congrès, et ultérieurement, la première femme membre du bureau politique. Au cours de cette période, elle est progressivement sensibilisée aux questions des droits de l'homme et des droits des femmes.

### Engagementféministeet en faveur desdroits de l'homme
En 1985, elle est cofondatrice de l'Association démocratique des femmes du Maroc, dont elle est la première présidente, dont elle s'attache à assurer l'autonomie financière.
En 1988, elle est membre fondatrice de l’Organisation marocaine des droits de l'Homme (OMDH) puis en 1997, membre fondatrice du Comité de soutien pour la scolarisation des filles rurales (CSSF).

### Vie personnelle
Amina Lemrini Elouahabi est mariée et mère de deux magnifiques enfants